# Peridiniopsidaceae
Famille
Les Peridiniopsidaceae sont une famille d'algues dinoflagellés de l’ordre des Peridiniales.

## Étymologie
Le nom vient du genre type Peridiniopsis, dérivé du grec περιδινέω / peridinó (δινέω / dineo) tournoyer, et du suffixe -opsis, « ressemble à », par allusion au genre Peridinium (algue voisine, de la famille des Peridiniaceae.

## Liste des genres
Selon AlgaeBase (15 janvier 2022)
- Johsia Z.Luo, Na Wang, K,N,Mertens & H.Gu
- Palatinus Craveiro, Calado, Daugbjerg & Moestrup
- Parvodinium Carty
- Peridiniopsis Lemmermann

## Systématique
La famille des Peridiniopsidaceae a été créée en 2017 par les botanistes et phycologues Marc Gottschling (d), Juliane Kretschmann (d) et Anže Žerdoner Čalasan (d).